# Jebać PiS
Jebać PiS (cz. „Srat na PiS”, často cenzurováno jako ***** ***, vyslovováno „osm hvězdiček“ (osiem gwiazdek) nebo „pět hvězdiček, tři hvězdičky“ (pięć gwiazdek, trzy gwiazdki)) je vulgární politické heslo vyjadřující odpor vůči vládě strany Právo a spravedlnost, které se objevilo ve veřejném prostoru v Polsku v roce 2020. Heslo získalo popularitu na sociálních sítích ke konci volební kampaně před prezidentskými volbami v roce 2020, zejména mezi příznivci tehdejší politické opozice a kritiky vlády. Širokou popularitu získalo během protestů proti zpřísnění potratových zákonů, kdy se stalo jedním z hlavních symbolů tehdejších protivládních hnutí v Polsku.

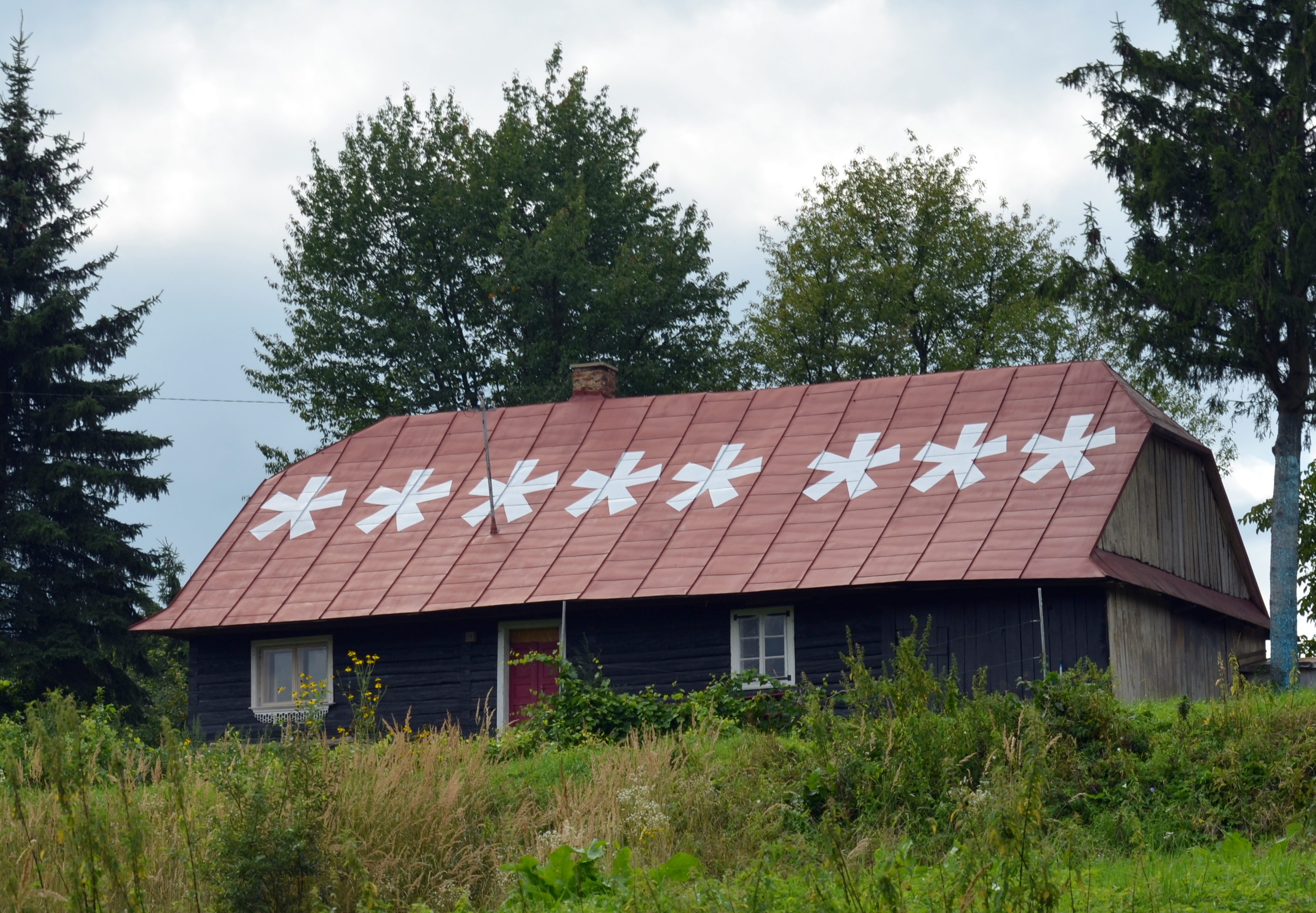
Dům v Polsku s heslem (vesnice Zboiska)

## Význam
Heslo otevřeně vyjadřuje vulgární postoj vůči straně Právo a spravedlnost (PiS) a jejím koaličním vládám se Suverénním Polskem v letech 2015–2023.
Často se používá také cenzurovaný zápis pomocí hvězdiček „***** ***“, který umožňuje vyhnout se přímému použití vulgarismů, ale zároveň zachovává jejich význam.
Dr. Justyna Laskowska-Otwinowska z Etnografického muzea ve Varšavě přirovnala používání sloganu „Jebać PiS“ k tradici Šarivari. Heslo je také vnímáno jako příklad normalizace vulgarismů ve veřejném prostoru.

## Veřejné přijetí

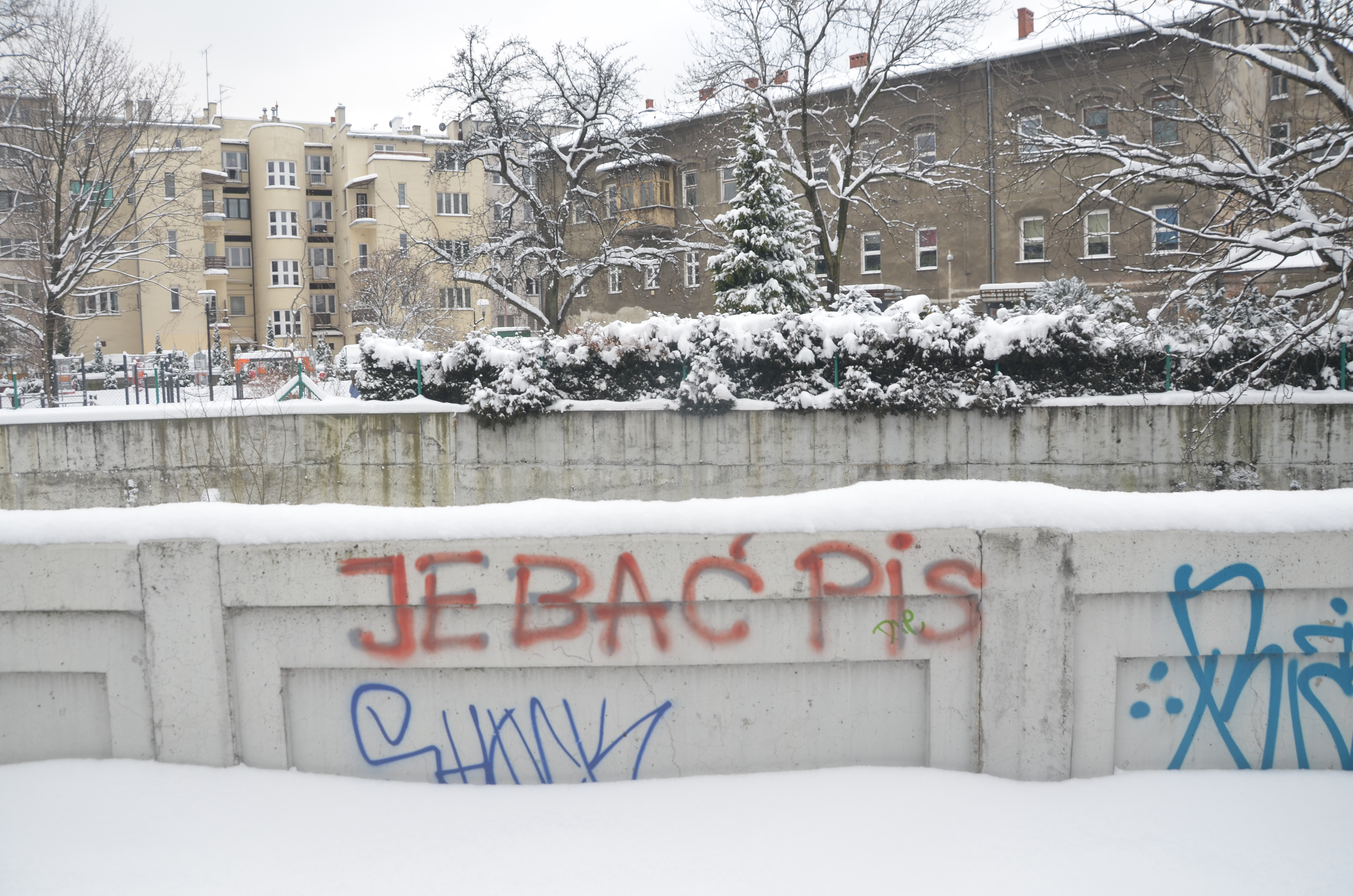
Heslo "Jebać PiS" jako graffiti (2021)

Po vydání singlu Taco Hemingwaye bylo heslo „***** ***“ zaznamenáno a komentováno některými politiky a novináři, včetně Agnieszky Pomaské, Krzysztofa Króla a Michała Szczerby, kteří na něj reagovali na sociálních sítích.
V roce 2020 označily „Wiadomości“ toto heslo a další slogany z protivládních protestů za projevy „levicového fašismu“.
Dne 27. října vydal rapper Cypis singl s názvem „JBĆ PIS“, který byl remixem písně Call On Me od Erika Prydze z roku 2004. Videoklip se stal protestním songem a neoficiální hymnou hnutí Strajk Kobiet.
Během protestů se velké oblibě těšily předměty se symbolem osmi hvězdiček, jako například ochranné roušky, trička nebo šperky.
Symbol osmi hvězdiček se objevil jako easter egg ve videohře The Medium z roku 2021. Heslo „Jebać PiS“ bylo rovněž použito v seriálu Behawiorysta produkovaném stanicí TVN, kde měla jedna z postav nálepku „***** ***“ na notebooku a jedno z aut poznávací značku s nápisem „OP JBP15“.
V roce 2024 se v pravicových médiích objevilo heslo „Nie Bać Tuska“, které mělo být reakcí na slogan „Jebać PiS“, protože vykřikne „Nie Bać” zní jako vulgarismus „Jebać”. Během festivalu Pol’and’Rock 2024 kritizoval používání hesla novinář Jerzy Owsiak.